# Magdalena de Brandenburg

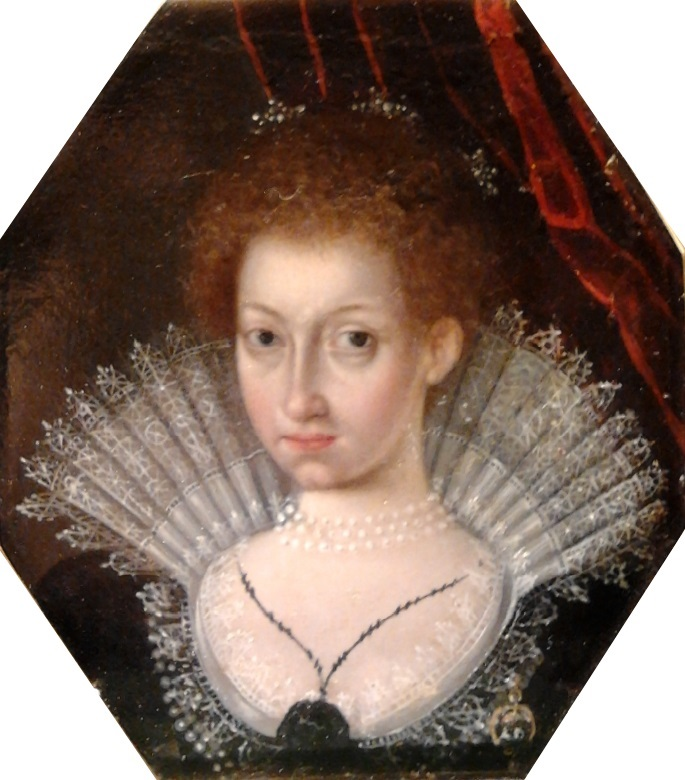

Magdalena de Brandenburg (en alemany Magdalena von Brandenburg) va néixer a Berlín el 7 de gener de 1582 i va morir a Darmstadt el 4 de maig de 1616. Era una noble alemanya de la Casa de Hohenzollern, filla de l'elector i duc de Prússia Joan Jordi II (1525-1598) i d'Elisabet d'Anhalt-Zerbst (1563-1607).

## Matrimoni i fills
El 5 de juny de 1598 es va casar a Berlín amb Lluís V de Hessen-Darmstadt (1577-1626), fill del landgravi Jordi I (1547-1596) i de Magdalena de Lippe (1552-1587). El matrimoni va tenir dotze fills:
- Elisabet (1600-1624), casada amb Lluís de Würtemberg-Montpelgard (1586-1631).
- Anna Elionor (1601-1659), casada amb Jordi de Brunsvic-Lüneburg (1582-1641).
- Marie (1602−1610)
- Sofia Agnès (1604-1664), casada amb Joan Frederic de Sulzbach (1587−1644).
- Jordi II, casat amb la princesa Sofia Elionor de Saxònia (1609-1671).
- Juliana (1606-1659), casada amb el comte Ulric II d'Ostfriesland (1605-1648).
- Amàlia (1607-1627)
- Joan (1609-1651), casat amb Joana de Sayn (1626-1701).
- Enric (1612-1629)
- Hedwig (1613-1624)
- Lluís (1614-1614)
- Frederic de Hessen-Darmstadt (1616-1682)